# Crematogaster inflata
Crematogaster inflata es una especie de hormiga acróbata del género Crematogaster, categorizada en la tribu Crematogastrini, de la subfamilia Myrmicinae. Fue descrita por Smith en 1857.

## Distribución
Se distribuye por Asia: Borneo, India, Indonesia, Malasia, Filipinas, Singapur y Tailandia.

## Hábitat
Habita en la vegetación baja, bosques húmedos de segundo crecimiento, sobre troncos de árboles, nidos y bosques tropicales. Se ha encontrado a elevaciones de 50-450 m s. n. m.